# Капелько, Владимир Прохорович
Владимир Прохорович Капелько (26 октября 1928 – 16 ноября 2011) — советский государственный и политический деятель, первый секретарь Красноярского горкома КПСС.

## Биография
Родился в 1928 году в Анжеро-Судженске. Член ВКП(б) с 1955 года.
С 1943 года — на общественной и политической работе. В 1943—2008 гг. — токарь в вагонном депо, на Анжеро-Судженском вагоноремонтном заводе, начальник цеха, начальник производственного отдела, секретарь парткома Красноярского паровозоремонтного завода, председатель Октябрьского райисполкома, первый секретарь Октябрьского райкома КПСС, первый секретарь Красноярского горкома КПСС, в Красноярском городском совете, советник главы города, избран председателем Красноярского совета ветеранов.
Избирался депутатом Верховного Совета РСФСР 9-го, 10-го, 11-го созывов.
Умер в 2011 году.